# سيليكت
سيليكت سبورت (بالإنجليزية: Select Sport AS)‏ وتعرف اختصارًا بـ سيليكت، شركة دنماركية مصنعة للمعدات الرياضية مقرها في غلوستروب في الدنمارك.
اعتبارًا من عام 2008 أصبحت سيليكت المورد الرسمي لكرات الاتحاد الدنماركي لكرة القدم، كما توفر كرات المباريات لدوري الدرجة الأولى والثانية الألماني تحت مسمى ديربي ستار (بالإنجليزية: Derbystar)‏.